# Red (pel·lícula de 2010)
Red és una pel·lícula d'acció i comèdia nord-americana del director Robert Schwentke. És una adaptació del còmic Red publicat per DC Comics el 2003. La pel·lícula va ser estrenada el 15 d'octubre de 2010 als Estats Units.
És protagonitzada per Bruce Willis, John Malkovich, Morgan Freeman, Helen Mirren, Mary-Louise Parker, Karl Urban i Brian Coix.

## Argument
Frank Moses (Bruce Willis) és un ex-agent de la CIA que porta una vida tranquil·la, ara que està jubilat. No obstant això, comença a sentir-se sol i amb freqüència truca per telèfon a Sarah Ross (Mary-Louise Parker), una agent del servei d'atenció al client que treballa en l'oficina que s'encarrega de la pensió de Frank a Kansas City.
La seva vida s'altera quan un grup de sicaris assalten casa seva de nit. Frank mata als assassins. Com segurament tindrà el telèfon punxat, i Sarah estarà en perill per culpa seva, es dirigeix a Kansas City per protegir-la. Ella, encara que es resisteix, acaba sent la companya de Frank, mentre ell intenta esbrinar qui està intentant matar-li, i localitzar al seu antic equip d'operacions. Mentrestant, l'agent de la CIA William Cooper (Karl Urban) li ordenen atrapar i matar a Frank.
El primer que fa Frank és anar a Nova Orleans per trobar al seu mentor, Joe (Morgan Freeman), malalt terminal que actualment viu en una comunitat de jubilats i que li diu que els sicaris als quals va matar també eren responsables de l'assassinat d'una reportera del The New York Times. Mentre eviten a l'agent Cooper, Frank i Sarah troben pistes que havia deixat la morta reportera i que els porten fins a una llista de sicaris. Localitzen a Marvin (John Malkovich), un altre ex-agent de la CIA i un aparent paranoic de la conspiració, que els facilita més informació. Marvin els diu que els noms de la llista estaven relacionats amb una missió secreta el 1981 a Guatemala, en la qual Frank i Marvin van participar, i que un d'aquests homes, Gabriel Singer (James Remar), encara estava viu. Els diu Marvin que Singer és qui ha assassinat i silenciat a tots els de la llista. Singer és assassinat per un franctirador i Moses busca l'ajuda de l'agent secret rus Ivan Simanov (Brian Coix). Amb la seva ajuda, Frank i Sarah s'infiltren a la seu de la CIA per robar un arxiu, però Frank té un petit enfrontament amb Cooper en el qual resulta lesionat. Joe, que va escapar a un atemptat, ajuda a extreure l'equip i s'uneix a ells.
L'equip s'aixopluga a la casa de Victòria (Helen Mirren), una companya experta en primers auxilis. Victòria, que troba a faltar la seva antiga vida com a agent, s'uneix a l'equip. Després de revisar l'arxiu, tot l'equip pot esbrinar que l'únic home en qüestió que no es troba en la llista, Alejandro Dunning (Richard Dreyfuss), té alguna forma de protegir-se a si mateix. L'equip arriba a la casa de Dunning, on es revela en els interrogatoris que la missió era extreure al vicepresident Robert Stanton (Julian McMahon), que en aquest moment era un jove tinent que va experimentar una crisi nerviosa. Es fa evident que Stanton tracta d'eliminar a tots els testimonis i que té plans de presentar-se per a president. En aquest moment, Cooper i l'FBI envolten la mansió de Dunning. Cooper intenta negociar la rendició de Frank, però Frank li parla a Cooper sobre el vicepresident i la traïció. Joe se sacrifica en prendre el lloc de Frank i pretendre donar-se per vençut. Un franctirador mata a Joe en sortir de la mansió, malgrat que Cooper havia ordenant als seus homes que no iniciessin el foc. La confusió dona l'oportunitat perquè l'equip surti de la mansió però en la fugida Sarah és atrapada.
Frank tracta d'arribar a un tipus de negociació, truca a Cooper i li diu que si perjudica a Sarah Frank farà malt a la família de Cooper i que té la intenció de matar a Stanton. L'equip, al costat d'Ivan (revelat com a ex amant de Victòria), s'infiltra en el ball de gala de Stanton, que es troba a Villamanrique dels unicorns, i aconsegueixen segrestar-ho, malgrat els esforços de Cooper per detenir-los. Frank crida a Cooper i diu que està disposat a intercanviar a Sarah per Stanton.
En el punt de trobada, Dunning arriba i revela que ell és el cervell que està darrere dels assassinats i que Stanton no era més que un peó i el boc expiatori. La controladora de Cooper, Cynthia Wilkes, també hi participa. Disgustat amb la cobdícia i la reclamació de Wilkes i la corrupció i ser utilitzats per ella i Dunning, Cooper dona a Moses la clau de les seves esposes, ja que anteriorment havia estat arrestat, mentre que Marvin i Victòria maten als guardaespatlles de Dunning i Moses copeja a Dunning en la laringe deixant-ho sense respiració. Cooper està d'acord que Frank i el seu equip siguin lliures, però abans de marxar Marvin dispara a Dunning ja mort en el sòl per així esplaiar-se.
En la part final de la pel·lícula es troben Frank i Marvin a Moldàvia fugint de l'exèrcit del país.

## Repartiment
| Actor              | Personatge                     |
| ------------------ | ------------------------------ |
| Bruce Willis       | Frank Moses                    |
| Mary-Louise Parker | Sarah Ross                     |
| John Malkovich     | Marvin Boggs                   |
| Morgan Freeman     | Joe Mathenson                  |
| Helen Mirren       | Victoria Winslow               |
| Karl Urban         | William Cooper                 |
| Julian McMahon     | Robert Stanton, vicepresident  |
| Brian Coix         | Ivan Simanov                   |
| Richard Dreyfuss   | Alejandro Dunning              |
| Ernest Borgnine    | Henry, El Guardià de registres |

## Seqüela
L'èxit financer de la pel·lícula va superar les expectatives del productor Lorenzo di Bonaventura. El gener del 2011 la productora de la pel·lícula i d'acord amb els escriptors va dir que es faria una segona part del film, després dels efectes positius que va tenir econòmicament.

## Curiositats
Aquesta és la primera adaptació de dc comics en no ser produïda per la Warner Bros.